# Энергетическое правило скелетных мышц
Энергетическое правило скелетных мышц (ЭПСМ) — концепция И. А. Аршавского о двигательной активности, которая стимулируется эндогенно в связи с необходимостью удовлетворения пищевой потребности или экзогенно в связи с действием стрессовых раздражений, и является фактором функциональной индукции анаболизма.
У развивающегося организма анаболизм и катаболизм (по Аршавскому) не уравновешены.
Анаболизм по энергетике явно превосходит катаболизм.
То есть усвоение веществ и энергии преобладает над их распадом и выделением тепла.
Энергетический фонд при этом не истощается, а приобретается;
он все более увеличивается в зависимости от особенностей развития скелетной мускулатуры организма
и её активности.
Эту теорию И. А. Аршавский называл «энергетическим правилом двигательной активности».

## Описание
Жизнь — это накопление энергии, приводящее к структурному усложнению, отчасти утрачиваемому к старости.
Исследователи геронтогенеза делятся на две группы:
1. всё развитие состоит в процессе старения. Существует около пятисот теорий старения.
2. в индивидуальном развитии нет движения к старости «с самого начала» (с рождения).

Сторонники концепции ЭПСМ относятся ко второй группе исследователей.
Особенностью индукции восстановительных процессов (анаболизма) является не просто восстановление исходного состояния в связи с имевшей место очередной деятельностью развивающегося организма, а в обязательном избыточном восстановлении, за счёт чего в последующий момент может быть осуществлен больший объём функций и выполняемой работы.
Согласно этой теории индивидуального развития, особенности энергетики на уровне целостного организма и его клеточных элементов (так же, как и особенности физиологических отправлений различных органов и систем органов) находятся в прямой зависимости от характера функционирования скелетных мышц в разные возрастные периоды.
Согласно этому правилу, индивидуальное развитие организма представляет собой принципиально негэнтропийный процесс, в ходе которого степень неравновесности и энергетический фонд организма не снижаются, а, наоборот, все более и более увеличиваются, достигая максимума в так называемом стационарном состоянии, то есть во взрослом детородном периоде
К концепции И. А. Аршавского обращаются валеологи и специалисты по возрастной физиологии.

## Исследования Аршавского
В 1935 году И. А. Аршавский (1903—1996) создал специальную лабораторию для физиологических исследований в области термодинамики живых систем. Основной вопрос был сформулирован следующим образом: чем определяется интенсивность энергетики как на уровне целостного организма, так и на уровне его тканей, а также интенсивность физиологических отправлений различных систем органов в разные возрастные периоды?
Аршавский сформулировал:
- теорию индивидуального развития, в соответствии с которой в процессе онтогенеза происходит увеличение энергетического потенциала живой системы (негэнтропийная теория развития);
- энергетическое правило скелетных мышц, согласно которому именно мышечная система определяет негэнтропийное развитие организма, продуцируя в результате своей деятельности избыточную энергию.

По одним представлениям, в момент возникновения организма (в виде зиготы), он имеет некий энергетический потенциал и в процессе онтогенеза происходит в начале постепенное, а затем все более прогрессирующее истощение этого потенциала. Однако данные исследований И. А. Аршавского позволили прийти к заключениям противоположного характера. С точки зрения И. А. Аршавского, в процессе роста и развития, при переходе от одного возрастного периода к последующему, энергетические и рабочие возможности организма возрастают, достигая максимума к периоду, соответствующему взрослому состоянию.

### Противопоставление теории Рубнера

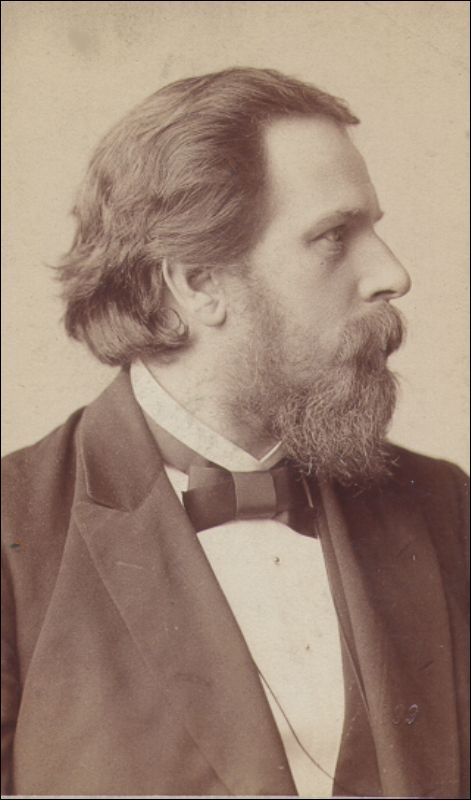
Макс Рубнер.

Нaчалась эта история с маленькой «неувязки» в теории известного немецкого учёного Рубнера. <…> Первые сомнения в теории Рубнера появились у Аршавского при исследовании новорождённых. <…> Внимание Аршавского было привлечено любопытным совпадением: ритм сердца и дыхания у младенцев, независимо от роста тела, начинал снижаться с момента, когда дети становились на ноги… когда в действие вступала скелетная мускулатура.
Согласно теории М. Рубнера (так называемому «энергетическому правилу поверхности»), животные, имеющие близкие линейные и весовые размеры, должны характеризоваться одинаковой интенсивностью обмена веществ и физиологических отправлений, одинаковой продолжительностью жизни.
Согласно Рубнеру природа выдала всем млекопитающим одинаковую энергию на
единицу веса: 180—190 тысяч килокалорий на килограмм. И после использования запаса организм умирает. Поскольку животные малых размеров неэкономно расходуют энергию (у них на единицу массы приходится гораздо больше поверхности и, следовательно, теплоотдача больше), то исчерпывают они свой энергетический фонд быстрее. Действительно, мышь живёт два с половиной года, а слон 80 лет. Однако эта теория не выполняется, например, для такой пары сравнимых по Рубнеру животных, как заяц и кролик или крыса и белка.
Исследования Аршавского показали, что вид, которому свойственен более высокий объём двигательной активности в естественных условиях среды обитания, характеризуется в состоянии так называемого покоя меньшими величинами основного обмена и физиологических отправлений различных систем организма. При этом продолжительность его жизни значительно (вдвое и более) выше, чем у другого представителя пары.
Данное правило Аршавский относит не только к целостному организму, но и к клетке.

### Зона физиологического стресса и стресс Селье
Клетка в растущем организма запасает больше энергии, чем тратит. И следующий акт её работы будет большим по величине, чем предыдущий.
Система как бы сама себя «заряжает», и чем дальше, тем сильнее. Это явление было установлено для скелетной мускулатуры и получило название «энергетическое правило скелетных мышц».
Но эта активность должна быть выдержана в некоторой достаточно широкой зоне, работа в которой приносит пользу и даёт развитие организму.
Эту зону Аршавский называет зоной физиологического стресса.
Ганс Селье, создатель понятия «стресс», открыл только ту его форму, которая является ненормальной, патологической.
Та чрезмерная нагрузка на организм, которая угнетает рост и развитие организма (стресс Селье),
определяет верхнюю границу зоны физиологического стресса.
Нижним пределом зоны физиологического стресса служит некоторый минимальный для данного организма уровень совершения работы.
При работе ниже этого уровня всякое развитие организма, по Аршавскому, прекращается, несмотря на достаточное питание.

### Метаболические циклы и негэнтропийное время
Свои онтогенетические исследования И. А. Аршавский в работе объясняет на примере процессов, текущих в клетке.
В клетке периодически осуществляются метаболические циклы, которые являются специфической формой квантования физиологических процессов (представлены только в живых системах). Время живого является циклическим, дискретным, хотя воспринимается как непрерывно текущее. Метаболические циклы состоят из двух фаз:
1. катаболическая фаза — образуется энергия, за счет деструктуризации субстратов клетки, что увеличивает образование энтропии в ней.
При этом одна часть создаваемой энергии расходуется на выполнении функции, присущей той или иной клетке.
Другая часть энергии меняет траекторию течения времени в обратном направлении. Эта энергия высвобождается под влиянием стимулов, возникающих в самой клетке, а не под действием внешних сил.
2. анаболическая фаза — происходит постепенное восстановление нарушенной структуры с выходом за пределы исходного состояния. Восстановление происходит благодаря инвертированному течению времени.

В первой фазе возникает положительное направление энтропийного времени, все более приближающего клетку к состоянию равновесия и тем самым к её возможной гибели. Однако вторая фаза переводит живую систему на новые, более высокие степени неравновесности и упорядоченности.
Достигается это благодаря двигательной функции тех сократительных белков — микрофиламентов, которые содержатся в каждой клетке животных и растений, одноклеточных эукариот и даже прокариот. То время, в пределах которого осуществляется избыточное восстановление, было названо негэнтропийным временем.
Таким образом, живые системы (и животные, и растения), в отличие от неживых-четырёхмерных, являются пятимерными. Их характеризуют три пространственные и две временные размерности — энтропийная и негэнтропийная. Негэнтропийное время обогащает живые системы дополнительными пластическими материалами и энергетическими резервами, что увеличивает адаптивные и познавательные возможности. Возникают структурные основания для создания памяти, в которой фиксируется та информация, которую организм получает в среде. При этом негэнтропийное значение имеет только та информация, которая приобретается через активную поисковую двигательную активность.

### Избыточный анаболизм
Аршавский выделяет две формы избыточного анаболизма:
- накопление протоплазматической массы;
- рост структурно-энергетических потенциалов.

Первая форма представлена в антенатальном периоде (предродовом) и в раннем постнатальном возрасте с постепенным её затуханием. Выражается в том, что протоплазменная масса накапливается с избытком, что и обусловливает увеличение линейных и весовых характеристик организма.
Вторая форма возникает ещё в процессе продолжающегося роста и после завершения его. Наиболее ярко она представлена во взрослом состоянии, и проявляется не в избыточном накоплении массы, а в избыточном накоплении структурно-энергетических потенциалов в скелетных мышцах, что повышает их последующие рабочие возможности.
Профессор Г. Л. Апанасенко считает, что обе формы избыточного анаболизма имеют место не только в отношении скелетных мышц, но и в органах, и в системах, обеспечивающих функцию движения (сердечно-сосудистая, дыхательная, эндокринная системы и другие).

### Двигательная активность человека
Деятельность скелетной мускулатуры важна для повышения энергетических возможностей организма. Эта деятельность преобразуется благодаря последовательной смене и возникновению новых доминантных состояний, образующихся в развивающейся нервной системе. Скелетно-мышечные (двигательные) реакции определяют деятельность прочих систем органов, и в особенности уровень энергетических процессов. Указанная зависимость обозначена Аршавским как «энергетическое правило скелетных мышц».
В соответствии с этим правилом И. А. Аршавский указывает на следующие способы его включения для оптимального развития организма новорождённого (подчёркивая особенную важность для физиологически незрелых организмов):
- умеренный холод (закаливание),
- специальная одежда для новорожденных типа распашонки, позволяющая сохранить естественную для них двигательную активность,
- раннее вскармливание грудью,
- раннее плавание (без чрезмерных нагрузок).

## Трудности теории
И. А. Аршавский оставил открытым вопрос о том, когда и на каком этапе онтогенеза начинается затухающее самообновление протоплазмы:

В настоящее время нам ещё трудно полностью понять, каким образом в связи с интенсивной скелетно-мышечной активностью увеличивается продолжительность жизни.
— Аршавский И. А. Основы негэнтропийной теории биологии индивидуального развития : значение в анализе и решении проблемы здоровья // Валеология : Диагностика, средства и практика обеспечения здоровья. — СПб., 1993. — P. 5—24.